# Heriberto Hülse
Pour les articles homonymes, voir Hülse.
Heriberto Hülse, né le 30 avril 1902 à Tubarão et mort le 11 novembre 1972 à Florianópolis, est un homme politique brésilien. Il fut gouverneur de l'État de Santa Catarina de 1958 à 1961.
Il est d'abord vice-gouverneur de Santa Catarina dans le gouvernement de Jorge Lacerda. À la suite de la mort de ce dernier dans un accident aérien, il assume la direction de l'État à partir du 16 juin 1958.